# انيستتوتو
انيستتوتو هو نادي كرة قدم أرجنتيني، وهو نادي أساسي في الأرجنتين، تأسس النادي سنة 1918.

## روابط إضافية
- (بالإسبانية) Official site
- (بالإسبانية) Pasion Albirroja
- (بالإسبانية) Fan a Gloria